# Waegmunding
Wægmunding fue un notable clan familiar de los suiones (suecos) que aparecen en el legendario poema Beowulf, cuyo significado sería "pertenece a Wægmund" o los descendientes de un hombre llamado Wægmund. Era una forma habitual de nominar a un clan germánico y existen varios ejemplos en la literatura medieval de Escandinavia, por ejemplo Sigurd el volsungo, folkung (descendientes de Folke) o la casa real de los Ynglings (descendientes de Yngvi- Freyr).

## Historia
La historia del clan, según Beowulf, se inicia con Ecgþeow y el asesinato de un hombre, Heaðolaf, que pertenecía al clan de los Wulfing (probablemente los gobernantes de los gautas orientales). Como los Wægmunding no ofrecieron, ni pagaron la compensación esperada (wergeld), Ecgtheow fue desterrado y encontró refugio entre los daneses. El rey danés Hroðgar pagó la deuda y forzó a Ecgþeow apalabrar un juramento. Más tarde, Ecgþeow sirvió a los gautas y se distinguió con méritos propios hasta el punto de conseguir la mano de la hija de Hreðel, rey de los gautas, con quien tuvo un hijo llamado Beowulf. 
Durante las guerras entre suiones y gautas, un pariente cercano de Ecgþeow, Weohstan, luchó en el flanco del rey sueco Onela, y mató al sobrino fugitivo del rey, el príncipe Eanmund. El hecho que estos personajes se describen como Wægmundings explica por qué el guerrero Wiglaf fue compañero de Beowulf pese a que su padre había luchado contra los gautas. Como Ecgþeow, padre de Beowulf, era pariente próximo de Weohstan, padre de Wiglaf, no es sorprendente que Wiglaf (tras la muerte de su padre) se uniese a Beowulf en Götaland, y que Beowulf asumiese la responsabilidad sobre el joven sueco.

## Wægmundings
Algunos de los Wægmundings más conocidos son:
- Wægmund (primer ancestro del clan)
- Ælfhere (posiblemente un miembro distinguido del clan ya que se describe a Wiglaf como pariente cercano)
- Ecgþeow (se unió a los daneses y gautas pues fue desterrado por asesinar a otro hombre de otro clan)
- Beowulf (hijo de Ecgþeow, héroe épico y legendario)
- Weohstan (Campeón y guerrero sueco que mató al príncipe fugitivo Eanmund.)
- Wiglaf (el último Wægmunding hijo de Weohstan; luchó al lado de Beowulf contra el dragón)